# Karabinek wz. 2005 Jantar
Karabinek wz. 2005 Jantar – polski prototypowy karabinek automatyczny w układzie bezkolbowym, powstały poprzez przebudowę karabinka wz. 96 Beryl.
Karabinek wz. 2005 Jantar jest bronią samoczynno-samopowtarzalną. Tak jak swój pierwowzór działa na zasadzie odprowadzania części gazów prochowych przez boczny otwór w lufie. Ryglowanie przewodu lufy odbywa się przez obrót zamka w prawo.
Broń jest zasilana z dwurzędowych magazynków łukowych o pojemności 30 nabojów (takich samych jak kbk. Beryl). W górnej części broni umieszczono szynę montażową w standardzie Picatinny, dzięki czemu wraz z bronią można używać celowników optycznych, kolimatorowych, holograficznych oraz optoelektronicznych, a także specjalnie opracowanych mechanicznych przyrządów celowniczych (montowane na szynie).
W wyniku dalszych badań i testów powstała jego zmodernizowana wersja – karabinek wz. 2005 Jantar-M, w którym wprowadzono następujące zmiany:
- zastosowano nowy trzewik wykonany z duraluminium z gumową stopką;
- zmodyfikowano komorę zamkową i obsadę trzewika;
- skrócono odległość od chwytu pistoletowego do stopki trzewika.